# ジョシュ・パラシオス
ジョシュア・ジョン・パラシオス（Joshua John Palacios, 1995年7月30日 - ）は、アメリカ合衆国ニューヨーク州ニューヨーク市ブルックリン区出身のプロ野球選手（外野手）。右投左打。MLBのシカゴ・ホワイトソックス所属。

## 経歴

### プロ入り前
2014年のMLBドラフト31巡目（全体935位）でシンシナティ・レッズから指名されたが、契約せずにサンジャッキント大学へ進学した。

### プロ入りとブルージェイズ時代
オーバーン大学へ転校後の2016年、MLBドラフト4巡目（全体132位）でトロント・ブルージェイズから指名され、プロ入り。契約後、傘下のルーキー級ガルフ・コーストリーグ・ブルージェイズでプロデビュー。A-級バンクーバー・カナディアンズ とA級ランシング・ラグナッツでもプレーし、3球団合計で50試合に出場して打率.330、18打点、8盗塁を記録した。
2017年はA級ランシングでプレーし、91試合に出場して打率.280、2本塁打、39打点、12盗塁を記録した。
2018年はA+級ダニーデン・ブルージェイズとAA級ニューハンプシャー・フィッシャーキャッツでプレーし、2球団合計で126試合に出場して打率.290、8本塁打、78打点、15盗塁を記録した。
2019年はAA級ニューハンプシャーでプレーし、82試合に出場して打率.266、7本塁打、38打点、15盗塁を記録した。
2020年はCOVID-19の影響でマイナーリーグの試合が開催されなかったため、公式戦の出場は無かった。オフの11月20日にルール・ファイブ・ドラフトでの流出を防ぐために40人枠入りした。
2021年4月9日にメジャー初昇格を果たすと、同日のロサンゼルス・エンゼルス戦にて「9番・左翼手」で先発出場してメジャーデビュー（この試合での結果は3打数無安打）。この年メジャーでは13試合に出場して打率.200、4打点を記録した。
2022年4月11日にDFAとなった。

### ナショナルズ時代
2022年4月15日にウェイバー公示を経てワシントン・ナショナルズへ移籍した。この年メジャーでは29試合に出場して打率.213、2打点、1盗塁を記録した。オフの12月1日にマイナー契約で傘下のAA級ハリスバーグ・セネターズへ配属された。

### パイレーツ時代
2022年12月10日にルール・ファイブ・ドラフト（マイナーリーグ・フェイズ）でピッツバーグ・パイレーツから指名され、移籍した。
2023年はシーズン前に開催のWBCではオランダ代表として選出された。シーズンでは開幕を傘下のAA級アルトゥーナ・カーブで迎えた。AAA級インディアナポリス・インディアンスを経て5月9日にメジャー契約を結んでアクティブ・ロースター入りした。この年は91試合に出場して打率.239、10本塁打、40打点、5盗塁を記録した。
2024年は23試合の出場に留まり、2本塁打、9打点、1盗塁と大幅に成績を落とした。
2025年は開幕前のスプリングトレーニングのオープン戦に9試合に出場したものの、アピールに失敗して3月22日にハンター・ストラットンの昇格に伴ってDFAとなり、29日にウェイバー公示を経てピーター・ストレゼレッキと共にAAA級インディアナポリスに配属されたものの、2日後にFAとなった。

### ホワイトソックス時代
2025年4月3日にシカゴ・ホワイトソックスとマイナー契約を結んだ。同月10日にメジャー契約を結びアクティブ・ロースター入りした。6月14日にライアン・ノダの獲得に伴いDFAとなった。

## 家族
叔父のレイ・パラシオスもカンザスシティ・ロイヤルズに所属した元メジャーリーガー（捕手）である。また、弟のリッチー・パラシオスも同じくメジャーリーガー（内野手）である。母親がキュラソー出身のため、第5回ワールド・ベースボール・クラシックにはオランダ代表として出場した。

## 人物
詳細は不明ながらある時期より登録名を本名の『ジョシュア・パラシオス』に変更している。

## 詳細情報

### 年度別打撃成績
| 年 度    | 球 団    | 試 合 | 打 席 | 打 数 | 得 点 | 安 打 | 二 塁 打 | 三 塁 打 | 本 塁 打 | 塁 打 | 打 点 | 盗 塁 | 盗 塁 死 | 犠 打 | 犠 飛 | 四 球 | 敬 遠 | 死 球 | 三 振 | 併 殺 打 | 打 率 | 出 塁 率 | 長 打 率 | O P S |
| -------- | -------- | ----- | ----- | ----- | ----- | ----- | -------- | -------- | -------- | ----- | ----- | ----- | -------- | ----- | ----- | ----- | ----- | ----- | ----- | -------- | ----- | -------- | -------- | ----- |
| 2021     | TOR      | 13    | 42    | 35    | 7     | 7     | 0        | 0        | 0        | 7     | 4     | 0     | 0        | 1     | 1     | 3     | 0     | 2     | 11    | 0        | .200  | .293     | .200     | .493  |
| 2022     | WSH      | 29    | 49    | 47    | 8     | 10    | 2        | 0        | 0        | 12    | 2     | 1     | 0        | 0     | 0     | 1     | 0     | 1     | 15    | 0        | .213  | .245     | .255     | .500  |
| 2023     | PIT      | 91    | 264   | 247   | 26    | 59    | 9        | 2        | 10       | 102   | 40    | 5     | 0        | 2     | 1     | 12    | 0     | 2     | 56    | 7        | .239  | .279     | .413     | .692  |
| 2024     | PIT      | 23    | 78    | 67    | 10    | 15    | 2        | 0        | 2        | 23    | 9     | 1     | 0        | 0     | 0     | 10    | 0     | 1     | 12    | 1        | .224  | .333     | .343     | .676  |
| MLB：4年 | MLB：4年 | 156   | 433   | 396   | 51    | 91    | 13       | 2        | 12       | 144   | 55    | 7     | 0        | 3     | 2     | 26    | 0     | 6     | 94    | 8        | .230  | .286     | .364     | .650  |

- 2024年度シーズン終了時

### WBCでの打撃成績
| 年 度 | 代 表    | 試 合 | 打 席 | 打 数 | 得 点 | 安 打 | 二 塁 打 | 三 塁 打 | 本 塁 打 | 塁 打 | 打 点 | 盗 塁 | 盗 塁 死 | 犠 打 | 犠 飛 | 四 球 | 敬 遠 | 死 球 | 三 振 | 併 殺 打 | 打 率 | 出 塁 率 | 長 打 率 |
| ----- | -------- | ----- | ----- | ----- | ----- | ----- | -------- | -------- | -------- | ----- | ----- | ----- | -------- | ----- | ----- | ----- | ----- | ----- | ----- | -------- | ----- | -------- | -------- |
| 2023  | オランダ | 4     | 10    | 9     | 1     | 1     | 0        | 0        | 0        | 1     | 1     | 1     | 0        | 0     | 0     | 0     | 0     | 1     | 3     | 0        | .111  | .200     | .111     |

### 年度別守備成績
| 年 度 | 球 団 | 左翼（LF） | 左翼（LF） | 左翼（LF） | 左翼（LF） | 左翼（LF） | 左翼（LF） | 中堅（CF） | 中堅（CF） | 中堅（CF） | 中堅（CF） | 中堅（CF） | 中堅（CF） | 右翼（RF） | 右翼（RF） | 右翼（RF） | 右翼（RF） | 右翼（RF） | 右翼（RF） |
| 年 度 | 球 団 | 試 合      | 刺 殺      | 補 殺      | 失 策      | 併 殺      | 守 備 率   | 試 合      | 刺 殺      | 補 殺      | 失 策      | 併 殺      | 守 備 率   | 試 合      | 刺 殺      | 補 殺      | 失 策      | 併 殺      | 守 備 率   |
| ----- | ----- | ---------- | ---------- | ---------- | ---------- | ---------- | ---------- | ---------- | ---------- | ---------- | ---------- | ---------- | ---------- | ---------- | ---------- | ---------- | ---------- | ---------- | ---------- |
| 2021  | TOR   | 4          | 5          | 0          | 0          | 0          | 1.000      | 2          | 4          | 1          | 0          | 0          | 1.000      | 8          | 5          | 0          | 0          | 0          | 1.000      |
| 2022  | WSH   | 9          | 8          | 0          | 0          | 0          | 1.000      | -          | -          | -          | -          | -          | -          | 12         | 13         | 0          | 0          | 0          | 1.000      |
| 2023  | PIT   | 25         | 43         | 1          | 2          | 0          | .957       | 11         | 12         | 0          | 0          | 0          | 1.000      | 50         | 57         | 4          | 1          | 2          | .984       |
| MLB   | MLB   | 38         | 56         | 1          | 2          | 0          | .966       | 13         | 16         | 1          | 0          | 0          | 1.000      | 70         | 75         | 4          | 1          | 2          | .988       |

- 2023年度シーズン終了時

### 背番号
- 77（2021年）
- 68（2022年）
- 54（2023年 - 2024年）
- 47（2025年 - 同年6月13日）

### 代表歴
- 2023 ワールド・ベースボール・クラシック・オランダ代表